# Porsche Automobil Holding
Die Porsche Automobil Holding SE (kurz Porsche SE) ist eine börsennotierte Beteiligungsgesellschaft mit Sitz in Stuttgart, die im Jahr 2007 aus dem Automobilhersteller Dr. Ing. h.c. F. Porsche AG hervorging. Ihre mit Abstand wichtigste Anlage ist eine Beteiligung an der Volkswagen AG, die seit März 2019 rund 53,3 Prozent der Stimmrechte (durch Volkswagen-Stammaktien) und 31,4 Prozent des Kapitals umfasst. Seit dem 20. September 2021 ist die Porsche SE im DAX notiert.
Am 29. September 2022 wurden 25 Prozent der Vorzugsaktien der Dr. Ing. h.c. F. Porsche AG wieder an die Börse gebracht. Parallel dazu verkaufte die Volkswagen AG der Porsche SE 17,5 Prozent plus eine Aktie der Stammaktien. Am 9. Januar 2023 hat die Porsche SE weitere 7,5 % der Anteile an der Dr. Ing. h.c. F. Porsche AG übernommen. Die Porsche SE verfügt nun über 25 % der Anteile plus eine Stammaktie an der Porsche AG und somit über eine Sperrminorität. Zusätzlich kann die Porsche SE über die Beteiligung an Volkswagen indirekt Einfluss auf die Dr. Ing. h.c. F. Porsche AG nehmen. Die österreichische Automobil-Handelsgruppe Porsche Holding ist in den Volkswagenkonzern integriert.

## Geschichte

Historisches Logo

Auf Beschluss einer außerordentlichen Hauptversammlung am 26. Juni 2007 wurde das operative Geschäft der Porsche AG in die neu gegründete Tochtergesellschaft Porsche Vermögensverwaltungs AG ausgegliedert. Ausgenommen von der Ausgliederung waren die Beteiligungen an Volkswagen und der neuen Porsche Vermögensverwaltungs AG. Anschließend entstand am 13. November 2007 die Porsche Automobil Holding mit dem Eintrag Nummer 724512 in das Handelsregister B des Amtsgerichts Stuttgart als Holding aus der Umwandlung der damaligen börsennotierten Dr. Ing. h.c. F. Porsche Aktiengesellschaft in eine Europäische Gesellschaft. Die Porsche Vermögensverwaltungs AG wurde wiederum in Dr. Ing. h.c. F. Porsche Aktiengesellschaft umbenannt. Durch die Holdingstruktur sollten Entwicklung, Konstruktion, Herstellung und Vertrieb von Fahrzeugen von der Verwaltung von Beteiligungen an Unternehmen getrennt werden.

### Aufbau einer Beteiligung an Volkswagen durch Porsche
Anlass zur Gründung der Holding war die Beteiligung der damaligen Porsche AG bei der Volkswagen AG, die seit 2005 kontinuierlich aufgebaut worden war. Als am 25. September 2005 Porsche die Absicht veröffentlichte, etwa 20 % der Stammaktien der Volkswagen AG erwerben zu wollen, hatte das Unternehmen an der Börse bereits knapp 5 % der Aktien von Volkswagen gekauft. Ende des Monats erwarb das Unternehmen weitere 10,26 % der Stimmrechtsanteile und Anfang Dezember war das Unternehmen im Besitz von 18,53 % der Volkswagen-Aktien und verfügte über Optionen zum Zukauf weiterer 3,4 % der Aktien. Die Beteiligung kostete zirka 3,5 Milliarden Euro und wurde aus den vorhandenen liquiden Mitteln finanziert. Sie sollte unter anderem der Abwehr einer feindlichen Übernahme des Volkswagenkonzerns dienen.
Durch die Übernahme der Volkswagen-Aktien durch Ausübung der Kaufoptionen wuchs die Beteiligung im Jahr 2006 zunächst auf 21,2 % und im November auf einen meldepflichtigen Anteil von 25,1 %. Nach einem weiteren Zukauf auf 27,4 % wurde vom Aufsichtsrat am 15. November eine Aufstockung auf 29,9 % genehmigt. Die mit einem Pflichtangebot an die übrigen Aktionäre verbundene Aufstockung über 30 % wurde damals verneint. Als größter Einzelaktionär, vor dem Land Niedersachsen, war die Porsche AG ab dem Jahr 2006 durch Porsches Vorstandsvorsitzenden Wendelin Wiedeking und Finanzvorstand Holger Härter im VW-Aufsichtsrat vertreten.

### Gründung der Porsche SE und Ausbau der Beteiligung an Volkswagen
Im März 2007 wurde vom Aufsichtsrat der Porsche AG die Gründung der Porsche Automobil Holding beschlossen, um die operative Geschäftstätigkeit von der Beteiligungsverwaltung zu trennen. Ende März war der Anteil an Volkswagen schließlich mit einer Milliarde Euro auf 30,9 % aufgestockt worden. Insgesamt kostete Porsche die Investition bis dahin fünf Milliarden Euro. Als Grund wurde eine mögliche Gefahr der Zerschlagung des Volkswagen-Konzerns durch einen Hedgefonds angeführt und das Ziel der Übernahme negiert. Die Überschreitung eines Anteils von 30 % der Stimmrechte verpflichtete Porsche zu einem Pflichtangebot an die restlichen Aktionäre. Pro Stammaktie wurden 100,92 Euro geboten, was mehr als 10 % unter dem damals aktuellen Börsenkurs lag und zu einem Verkaufsangebot von nur 0,02 % aller Volkswagen-Aktien führte.
Anfang September 2007 wurde bekannt, dass Porsche eine Beteiligung von 51 % anstrebt. Dabei hatte Porsche Cash-Settled Equity Swaps eingesetzt, um sich frühzeitig einen günstigen Übernahmekurs zu sichern. Am 23. Oktober 2007 erklärte der Europäische Gerichtshof, nach einer Klage durch die EU-Kommission vom 4. März 2005, die im VW-Gesetz enthaltene Beschränkung des Stimmanteils eines Aktionärs – wie inzwischen Porsche – auf maximal 20 %, auch wenn er einen höheren Aktienanteil besitzt, für einen Verstoß gegen das EU-Recht. Am 3. März 2008 ermächtigte der Aufsichtsrat den Vorstand, die Beteiligung am Volkswagen-Konzern auf über 50 % aufzustocken. Eine Woche später wies das Unternehmen Medienberichte zurück, wonach Porsche beabsichtige, seinen Volkswagen-Anteil auf 75 % aufzustocken. Ein halbes Jahr danach, im September 2008, erhöhte Porsche seine Beteiligung an Volkswagen auf 35,14 %.
Vor dem 26. Oktober 2008 hatte Porsche mehrfach dementiert, dass sie ihre Beteiligung auf 75 % der Volkswagen-Stammaktien erhöhen wolle. Am 26. Oktober 2008 verkündete Porsche dann die Zielsetzung, sofern die wirtschaftlichen Rahmenbedingungen stimmten, im Jahr 2009 auf 75 % der Volkswagen-Stammaktien aufzustocken und damit den Weg für einen Beherrschungsvertrag frei zu machen. Zeitgleich publizierte der Konzern Zahlen, wonach Porsche einen Stammaktien-Anteil von 42,6 % sowie zur Kurssicherung zusätzlich 31,5 % cash gesettelte Optionen auf Stammaktien von Volkswagen halte. Nachdem das Unternehmen gut 8 % Volkswagen-Aktien von einer Bank für sechs Milliarden Euro – finanziert durch einen zusätzlichen Kredit – erworben hatte, gab es am 5. Januar 2009 bekannt 50,76 % der Volkswagen-Stammaktien zu halten und damit Mehrheitseigner von Volkswagen zu sein.
Im ersten Geschäftsjahr 2007/2008 erwirtschaftete der Porsche-Konzern mit 8,569 Milliarden Euro mehr Überschuss vor Steuern als Umsatz. Der Gewinn entstand vor allem aus Aktienoptionsgeschäften auf Volkswagen-Aktien. Zur Finanzierung des Volkswagen-Aktienkaufes musste Porsche jedoch zehn Milliarden Euro Kredite aufnehmen und den Banken die Volkswagen-Aktien als Sicherheiten übereignen.
Im März 2019 gab Porsche bekannt, für 400 Millionen Euro die Beteiligung am stimmberechtigten Kapital von Volkswagen auf 53,1 % nach bisher 52,2 % ausgebaut zu haben. Im Zeitraum vom 17. März bis 20. April 2020 wurde über Kapitalmarkttransaktionen insgesamt weitere 0,2 Prozent der Stammaktien der Volkswagen AG erworben. Porsche ist mit einem Anteil von 53,3 % der Stammaktien an der Volkswagen AG beteiligt.

### Einigung mit Volkswagen
Am 6. Mai 2009 gab Porsche bekannt, die Schaffung eines „integrierten Automobilkonzerns“ mit Volkswagen anzustreben. Hintergrund der Ankündigung waren Finanzierungsprobleme bei den Bankkrediten, die Porsche dazu zwangen, die geplante Übernahme von Volkswagen aufzugeben. Am 23. Juli 2009 beschloss der Aufsichtsrat, die durch den Übernahmeversuch entstandenen Milliardenschulden durch eine Kapitalerhöhung von mindestens fünf Milliarden Euro sowie den Einstieg des Golfemirats Katar abzubauen. Dazu wurde der Vorstand ermächtigt, mit der Qatar Holding LLC (QH) über einen Einstieg bei Porsche zu verhandeln. Des Weiteren wurde mitgeteilt, dass Wendelin Wiedeking und Holger Härter – beide hatten die Übernahme Volkswagens mit Zustimmung der Eigentümerfamilien vorangetrieben – das Unternehmen mit sofortiger Wirkung verlassen und darüber hinaus auch ihre Aufsichtsratsmandate bei Volkswagen und Audi niederlegen. Die Entscheidung bedeutete gleichzeitig das Ende einer wochenlang anhaltenden Auseinandersetzung um die Führung, die letztlich zugunsten von Volkswagen entschieden wurde.
Am 13. August 2009 stimmte der Aufsichtsrat von Volkswagen der Grundlagenvereinbarung zur Schaffung eines „integrierten Automobilkonzerns“ mit Porsche unter Führung von Volkswagen zu. Als Nachfolger von Wiedeking und Härter wurden Volkswagen-Vorstandsvorsitzender Martin Winterkorn zum Vorstandsvorsitzenden der Porsche Automobil Holding und Volkswagen-Finanzvorstand Hans Dieter Pötsch zum Finanzvorstand dieser Gesellschaft bestellt. Bei der Porsche AG wurde am 13. August Michael Macht zum Vorstandsvorsitzenden und Thomas Edig zu dessen Stellvertreter berufen. Beide wurden zudem als neue Vorstandsmitglieder der Porsche Automobil Holding ernannt. Winterkorn und Pötsch traten ihre Vorstandsämter bei der Porsche SE am 25. November 2009 an, nach dem Abschluss der Verhandlungen über die Durchführungsverträge zur Umsetzung der Grundlagenvereinbarung.
Nachdem eine 42-prozentige Beteiligung von Volkswagen an der Porsche AG vereinbart worden war, erwarb am 14. August die Qatar Holding LLC (QH) 10 Prozent der Stammaktien der Porsche SE von den Familiengesellschaftern und übernahm von dem Unternehmen einen wesentlichen Teil der gehaltenen Optionen auf Volkswagen-Aktien. In den Durchführungsverträgen wurde schließlich geregelt, dass Volkswagen sich an der Porsche AG in Höhe von 49,9 Prozent beteiligt. Dies erfolgte am 7. Dezember 2009 für einen Preis von 3,9 Milliarden Euro. Eine Verschmelzung der Porsche SE auf die Volkswagen AG war ursprünglich für das Jahr 2011 vorgesehen. Dies verzögert sich wegen der Risiken aus in den USA und Deutschland geltend gemachten Schadensersatzansprüchen.
Im Jahr 2010 beantragte eine Gruppe von Porsche-Aktionären beim Landgericht Stuttgart eine Sonderprüfung bei der Porsche Holding. Mit der Sonderprüfung sollen die Milliarden-Derivat-Geschäfte mit Volkswagen-Aktien sowie die Millionen-Abfindungen des früheren Vorstandschefs Wendelin Wiedeking und des ehemaligen Finanzvorstands Holger Härter nach der gescheiterten Übernahme von Volkswagen wegen des Verdachts grober Pflichtverletzungen näher überprüft werden.
Im April 2011 verringerte die Gesellschaft ihre Schulden durch eine Kapitalerhöhung um 4,9 Milliarden Euro. Am 1. August 2012 veräußerte die Holding ihre restliche Beteiligung an der Porsche AG für rund 4,49 Milliarden Euro an Volkswagen. Zum Zeitpunkt des Verkaufs der Porsche AG hielt die Porsche SE noch 50,7 % der stimmberechtigten Stammaktien der Volkswagen AG. Die Holding investiert entlang der automobilen Wertschöpfungskette in weitere Unternehmen.
Ab August 2009 ermittelte die Staatsanwaltschaft Stuttgart gegen die ehemaligen Vorstandsmitglieder, Wendelin Wiedeking und Holger Härter, wegen des Verdachts der Marktmanipulation. Nach einer umfassenden Beweisaufnahme sprach das Landgericht Stuttgart beide Beklagte im März 2016 in allen Punkten aus tatsächlichen Gründen frei. Im Juli 2016 wurde der Freispruch mit der Rücknahme der Revision durch die Staatsanwaltschaft Stuttgart rechtskräftig. Das Landgericht Stuttgart begründete das Urteil damit, dass der Beteiligungsaufbau an der Volkswagen AG stets im Einklang mit den kapitalmarktrechtlichen Vorschriften erfolgte.
Im September 2015 erwarb Porsche 1,5 % der Stammaktien der Volkswagen AG von Suzuki. Damit erhöhte sich die Beteiligung an Volkswagen auf 52,2 % der Stammaktien. Im Zeitraum vom 17. März bis 20. April 2020 wurden über Kapitalmarkttransaktionen insgesamt weitere 0,2 Prozent der Stammaktien der Volkswagen AG erworben. Porsche ist mit einem Anteil von 53,3 % der Stammaktien an der Volkswagen AG beteiligt.

### Übernahme von PTV
Im September 2017 übernahm die Porsche SE 99,9 Prozent des stimmberechtigten Kapitals der PTV-Gruppe. Der Name PTV steht für Planung Transport Verkehr. Stand 2017 hatte das Unternehmen aus Karlsruhe 700 Mitarbeiter und entwickelt Simulationssoftware zur Verkehrsplanung und Transportlogistik. Kunden von PTV sind Behörden und Firmen. Als Kaufpreis wurden 312 Mio. Euro inklusive der Ablösung von Verbindlichkeiten bezahlt. Im Oktober 2021 schloss Porsche mit Bridgepoint Advisers Limited, London, eine Partnerschaft zur Weiterentwicklung der PTV AG. Bridgepoint erwarb für 240 Mio. Euro einen Anteil von 60 Prozent an PTV, während Porsche mit einem Anteil von 40 Prozent beteiligt bleibt.

## Aufsichtsrat
(Stichtag: 31. Dezember 2022)
- Wolfgang Porsche (Aufsichtsratsvorsitzender), Vorsitzender des Aufsichtsrats der Dr. Ing. h.c. F. Porsche AG
- Hans Michel Piëch, (Stellvertretender Aufsichtsratsvorsitzender), Aufsichtsrat der Volkswagen AG
- Josef Michael Ahorner, Aufsichtsrat der Audi AG
- Marianne Heiß, CEO der BBDO Group Germany
- Günther Horvath, Rechtsanwalt
- Ulrich Lehner, Aufsichtsrat der Porsche Automobil Holding SE
- Stefan Piëch, Vorstand der Your Family Entertainment AG
- Ferdinand Oliver Porsche, Vorstand der Familie Porsche AG Beteiligungsgesellschaft
- Peter Daniell Porsche, Aufsichtsrat der Porsche Automobil Holding SE sowie Mitglied in weiteren Kontrollgremien in- und ausländischer Wirtschaftsunternehmen
- Siegfried Wolf, Aufsichtsrat der Schaeffler AG sowie Mitglied in weiteren Kontrollgremien in- und ausländischer Wirtschaftsunternehmen

## Vorstand
(Stichtag: 7. Dezember 2022)
| Geschäftsbereich       | Name               | Mitglied seit | vorheriges Wirken                                                      |
| ---------------------- | ------------------ | ------------- | ---------------------------------------------------------------------- |
| Vorstandsvorsitzender  | Hans Dieter Pötsch | 2009          | Vorstand Geschäftsbereich Finanzen und Controlling, Volkswagen AG      |
| Beteiligungsmanagement | Lutz Meschke       | Juli 2020     | Vorstand Geschäftsbereich Finanzen und IT, Dr. Ing. h.c. F. Porsche AG |
| Finanzen und IT        | Johannes Lattwein  | Februar 2022  | CEO, Porsche Financial Services GmbH                                   |
| Recht und Compliance   | Manfred Döss       | Januar 2016   | Leiter Konzern Rechtswesen, Volkswagen AG                              |

## Börse und Aktionärsstruktur
Am 4. Mai 1984 wurde erstmals mit Vorzugsaktien der damaligen Dr. Ing. h.c. F. Porsche AG für 1020 DM das Stück an der Börse gehandelt. Ende 1992 erreichte die Aktie mit rund 440 DM ihren tiefsten Stand bis heute. Im April 2001 fand ein erster Aktiensplit im Verhältnis 1:10 statt. 2007 wurden die Aktien der Porsche AG im Verhältnis 1:1 gegen Aktien der Automobil Holding SE getauscht. Ende 2007 teilte sich das Grundkapital der Porsche Automobil Holding von 45,50 Millionen Euro je zur Hälfte auf in 8,75 Millionen Stammaktien – gehalten von den Mitgliedern der Familien Porsche und Piëch – sowie in 8,75 Millionen börsennotierte Vorzugsaktien. Da die Vorzugsaktien kein Stimmrecht besitzen, konnten so nur die Familien Porsche und Piëch auf das Unternehmen Einfluss nehmen.
Anfang März 2008 wurde das Grundkapital aus Gewinnrücklagen auf 175 Millionen Euro erhöht sowie mit einem Aktiensplit auf jeweils 87,5 Millionen Stück Stamm- und Vorzugsaktien neu eingeteilt. Am 14. August 2009 erwarb die Qatar Holding LLC (QH) zehn Prozent der Stammaktien aus dem Besitz der Familiengesellschafter. Damit erwarb erstmals in der Unternehmensgeschichte von Porsche ein externer Investor einen Anteil an den Stammaktien.
Im April 2011 wurde das Grundkapital durch Ausgabe von jeweils 65,625 Millionen Stück Stamm- und Vorzugsaktien um 131,25 Millionen Euro auf 306,25 Millionen Euro erhöht.
Im Juni 2013 teilte die Qatar Holding mit, dass die Familien Porsche und Piëch den Anteil von 10 % am Grundkapital an der Porsche Automobil Holding übernommen haben und somit alleinige Eigentümer der Stammaktien sind.
Am 22. März 2021 wurden die Vorzugsaktien der Porsche Automobil Holding in den Börsenindex MDAX aufgenommen.
Zum 20. September 2021 rückten die Vorzugsaktien der Porsche Automobil Holding in den Deutschen Aktienindex (DAX) und aufgrund der überdurchschnittlich hohen Dividendenrendite auch in den DivDAX auf.

### Verhältnis zu Börse und Gesetzgebung
Am 8. November 2004 zog die damalige Dr. Ing. h.c. F. Porsche AG in Frankfurt vor Gericht, um gegen die Anwendung der Regularien der Deutschen Börse zu klagen. Grund der Auseinandersetzung war die Forderung der Deutschen Börse, dass nur solche Unternehmen im MDAX gelistet werden, die Quartalsberichte erstellen. Porsche kam dieser Forderung nicht nach und wurde daher 2001 aus dem Index ausgeschlossen. Da es Fonds gibt, die diesen Index nachbilden, führt der Ausschluss zu einer tendenziell geringeren Nachfrage nach der Aktie.
In der Klage argumentierte Porsche, dass die wichtigste Börse in Europa, London Stock Exchange, diese Berichte nicht als Pflicht erhebt: „Der Zwang zur Vorlage vierteljährlicher Berichte behindert Unternehmen in der Verfolgung langfristig angelegter Strategien.“ (Wendelin Wiedeking). Der Hessische Verwaltungsgerichtshof wies die Klage von Porsche am 28. März 2007 ab, ließ aber eine Revision vor dem Bundesverwaltungsgericht zu.

Wiedeking wandte sich Anfang 2005 öffentlich vehement gegen eine geplante gesetzliche Offenlegungspflicht von einzelnen Vorstandsbezügen. Er äußerte im Februar 2005, dass mit der Verwirklichung dieser Pläne der Sozialismus auf Vorstandsetagen Einzug halte. Die Vergütungen des gesamten sechsköpfigen Vorstandes betrugen im Jahr 2007 112,7 Millionen Euro.